# Labretonie
Labretonie település Franciaországban, Lot-et-Garonne megyében. Lakosainak száma 169 fő (2022. január 1.). Labretonie Agmé, Hautesvignes, Saint-Barthélemy-d’Agenais, Tourtrès és Verteuil-d’Agenais községekkel határos.

## Népesség
A település népességének változása:
| Lakosok száma | 186  | 192  | 169  | 171  | 178  | 177  | 180  | 186  | 180  | 169  |
|               | 1968 | 1982 | 1990 | 2006 | 2013 | 2015 | 2017 | 2019 | 2020 | 2022 |